# Герод Аттик
Лу́ций Вибу́ллий Гиппа́рх Тибе́рий Кла́вдий А́ттик Геро́д (др.-греч. Λούκιος Βιβούλλιος Ίππαρχος Τιβέριος Κλαύδιος Αττικός Ηρώδης, лат. Lucius Vibullius Hipparchus Tiberius Claudius Atticus Herodes; в историографии — Герод Аттик, др.-греч. Ηρώδης ο Αττικός, лат. Herodes Atticus; 101 год, Марафон — 177 год, Марафон) — греко-римский магистратор, философ, оратор, педагог, меценат и общественный деятель, известный сторонник неософистики и возрождения культуры классической Греции, первый римский консул греческого происхождения.

## Происхождение
Герод Аттик родился в аттическом городе Марафон, в известной и очень богатой семье. Его дедушка Гиппарх (род. 40) по преданию имел 100 000 000 сестерциев и был в своё время самым богатым греком в Римской империи. Император Домициан приказал отобрать у него эти деньги, а по некоторым сведениям даже убить. Отец Герода, Тиберий Клавдий Аттик (65 — до 160), жил в скромности вплоть до прихода к власти императора Нервы в 96 году, когда вдруг «обнаружил» часть фамильного состояния, спрятанную в подвале своего дома в Афинах. С помощью неё он сумел стать сенатором в 98 году, губернатором Иудеи (99 — 102) и восстановить положение своего рода.
Герод также утверждал, что являлся родственником Кимона, Мильтиада, Тезея и Керкопса, а также Эака и Юпитера.

## Биография
Герод учился ораторскому искусству и философии; в риторике он был сторонником аттицизма. В 125 г. император Адриан назначил его префектом нескольких городов в провинции Азия. После возвращения в Афины Герод стал известным преподавателем и был позже избран архонтом-эпонимом. Когда в 127 г. Адриан совершил свою вторую поездку в Афины, он пользовался гостеприимством Герода Аттика. В 140 году Антонин Пий отправил его в Рим, чтобы Герод стал учителем будущих императоров Луция Вера и Марка Аврелия, и в благодарность назначил его консулом в 143 г.
Был женат на знатной римлянке Аспазии Ании Регилле, которая в 160 г. после 20 лет брака скоропостижно скончалась. После этого Герод построил на Аппиевой дороге обширное поместье Триопион, где Регилли воздавались посмертные почести.  Его дочь Афинаида.

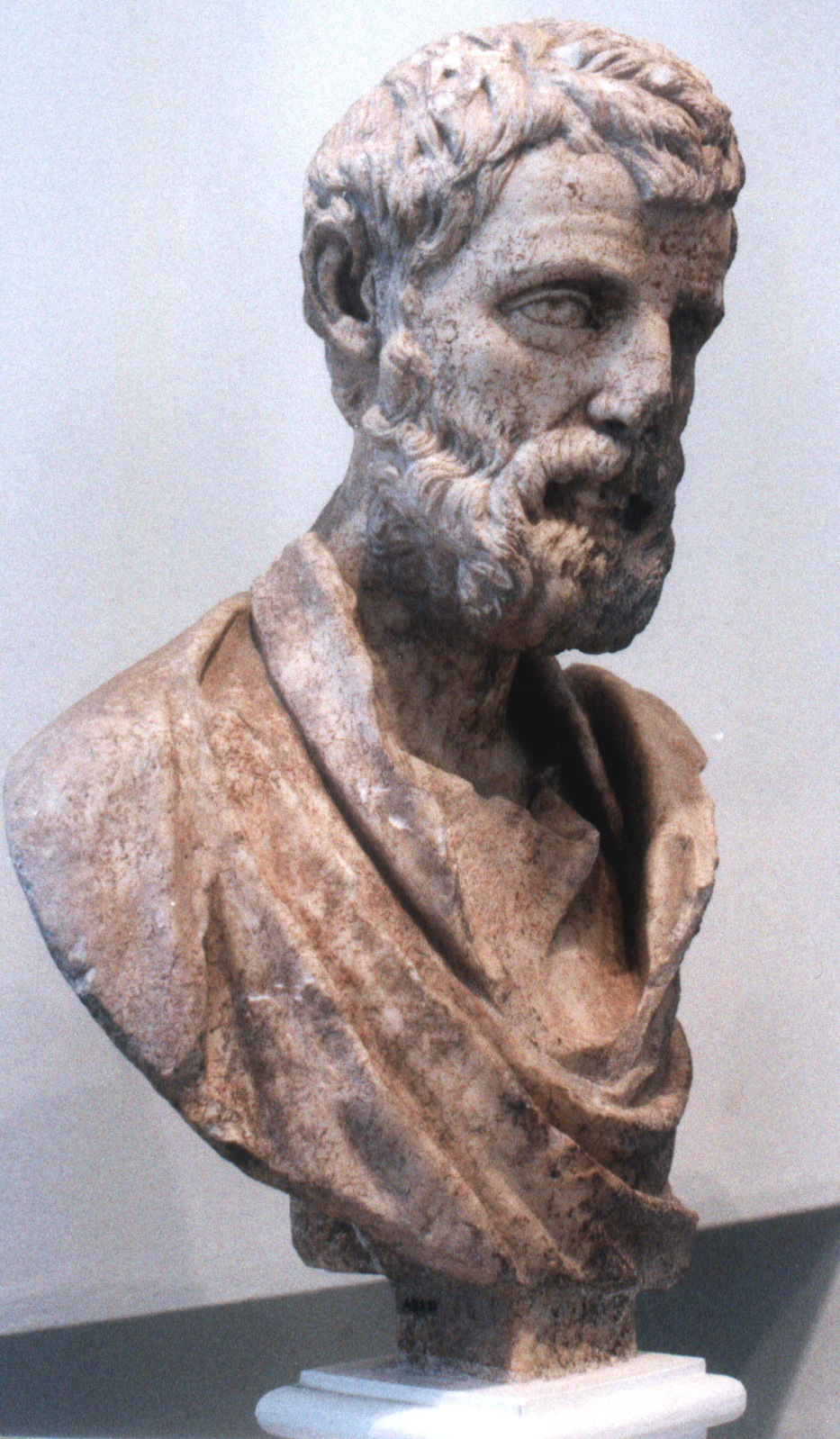
Бюст Герода Аттика в Афинском музее

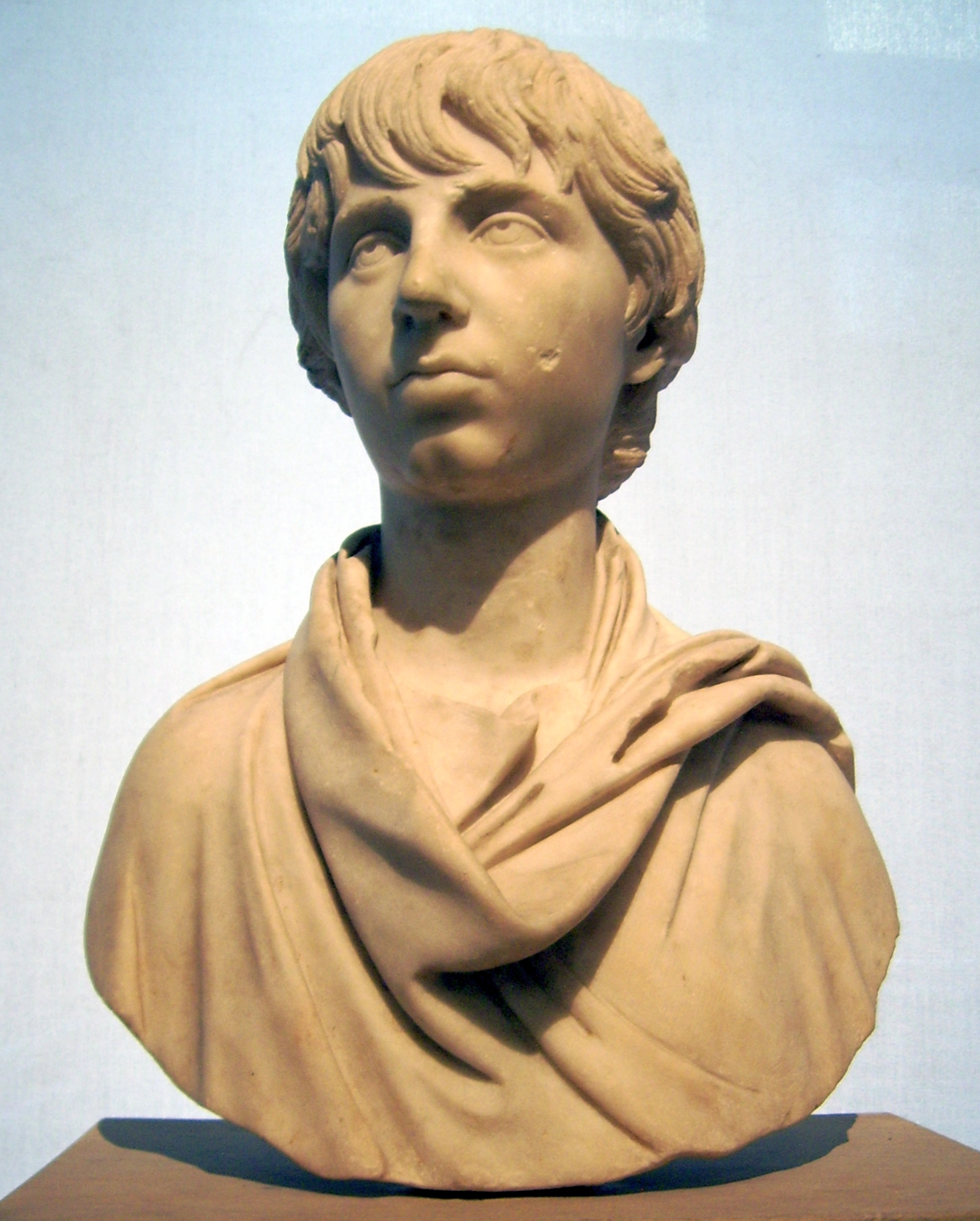
Возлюбленный Герода — Полидевк

В честь трех своих приемных сыновей: Ахиллеса, Мемнона и Полидевка, Герод воздвиг статуи в старинном духе. С последним, который был его приемным сыном, Герод состоял в любовной связи, и когда юноша преждевременно умер, стремился увековечить его память, как Адриан память Антиноя.
По свидетельству Филострата, Герод оставил после себя множество речей, сборников писем, дневниковых записей и справочных пособий. Однако до нашего дня из всего наследия Герода дошла только речь «Об управлении государством» («Περὶ πολιτείας»). Эта речь демонстрирует высокое ораторское мастерство Герода, а её аттический диалект так чист, что некоторые современные исследователи склонны сомневаться в её принадлежности Аттику и датируют её V или IV веками до нашей эры.
Помимо своего вклада в литературу, Герод также прославился своей общественной деятельностью, например финансированием:
- стадиона Панатинаикос в Афинах;
- Одеона в Афинах;
- театра в Коринфе;
- стадиона в Дельфах;
- бань в Фермопилах;
- водопровода в Александрии;
- Нимфеума в Олимпии.

а также благотворительностью жителям Фессалии, Эвбеи, Беотии и Пелопоннеса.

## Труды
- Περὶ πολιτείας [On the Constitution], edited by Umberto Albini, Florence: Le Monnier, 1968